# 西部黑犀
西部黑犀（學名：Diceros bicornis longipes），又名西部黑犀牛或西非黑犀牛，是黑犀最稀有的亞種。牠們曾一度廣泛分佈在非洲中西部的大草原，但因被大量獵殺而致數量急速下降，並於2006年被認為已經滅絕。2011年11月10日，国际自然保护联盟宣布此亚种灭绝。

## 特徵
西部黑犀長3-3.8米，高1.4-1.7米及重795-1364公斤。牠們有兩隻角，第一隻長0.5-1.3米，第二隻長2.5-60厘米。牠們像其他黑犀都是吃草的，主要棲息在大草原。

## 保育狀況
西部黑犀於20世紀初被大量獵殺。於1930年代的保護下其數量有所上升，不過隨著保護力度的衰弱，牠們的數量再次大量下降。到了1980年，牠們的數量就只有幾百頭，2000年估計只餘下10頭。到了2006年初，經過詳細勘察喀麥隆北部而沒有發現後，世界自然保護聯盟就初步將牠們列為極危（可能滅絕）。非洲獵殺及不嚴格的懲罰制度都導致牠們的消失。

## 外部連結
- International Rhino Fund